# Lovisa von Burghausen
Lovisa von Burghausen, född Narva i dåvarande svenska Estland, död 1733 i Njurunda i Medelpad, var en svensk kvinna som blev berömd för sin berättelse om sin fångenskap i Asien efter att ha tagits som krigsfånge av ryssarna under det stora nordiska kriget. 
Hon såldes sedan som slav åtskilliga gånger till flera olika människor innan hon slutligen blev fri igen. Hon slutade som prästfru i Sverige och hennes livsöde väckte stor uppmärksamhet som en av de mer berömda historierna från det nordiska kriget. 

## Biografi

### Kidnappad

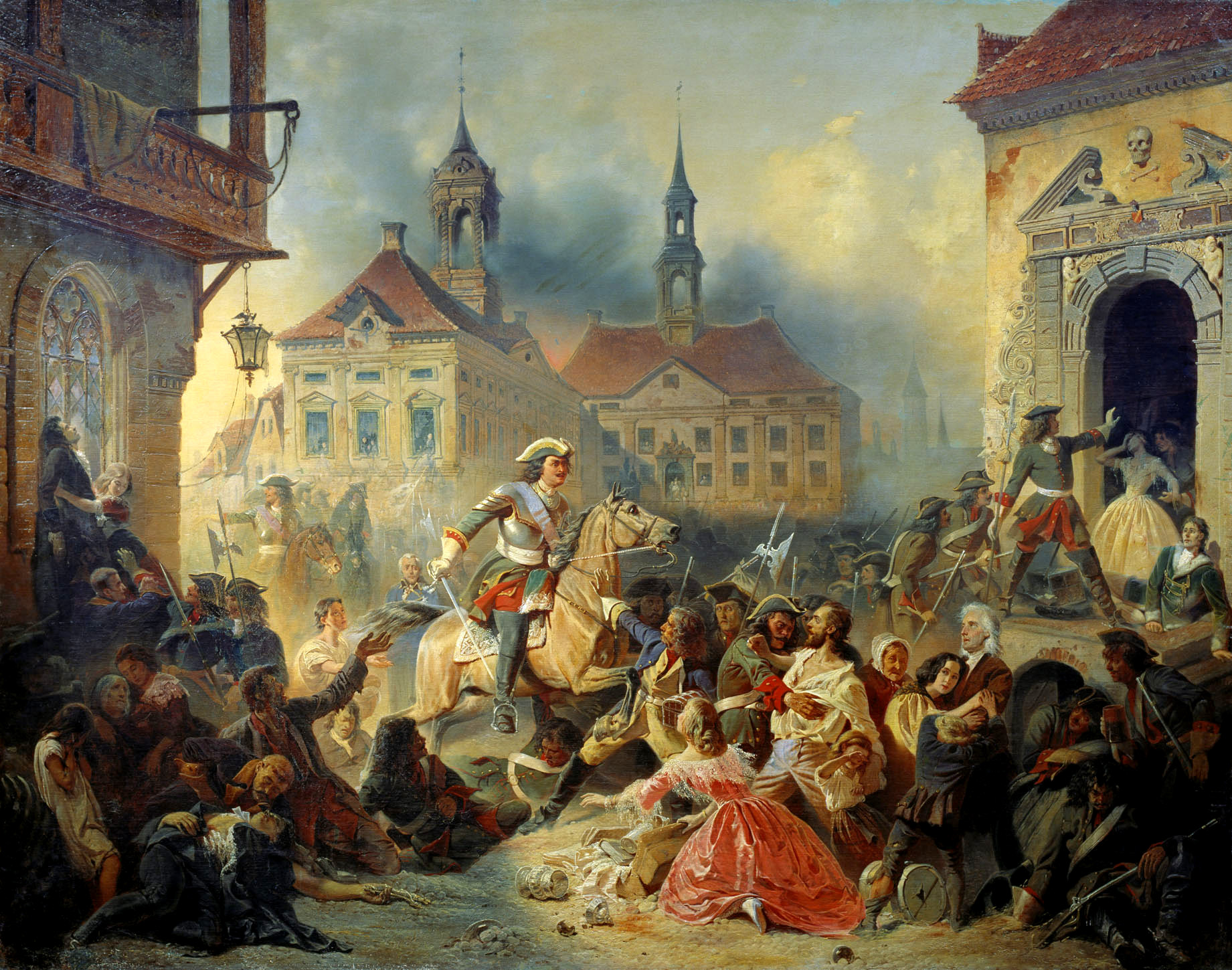
Plundringen av Narva 1704, av Nikolay Sauerweid, 1859. Det var vid denna händelse Lovisa blev tillfångatagen.

Lovisa var dotter till Dorotea Margareta von Bundert och majoren Gustaf von Burghausen, som deltagit i försvaret vid belägringen av Narva (1704) och togs som krigsfånge efter stadens erövring 1704 tillsammans med sin fru Margareta von Brundert och fyra av parets fem döttrar. Lovisa kom bort från sin familj under kaoset och togs tillfånga av en rysk soldat; de ryska soldaterna tillfångatog ofta kvinnor och barn privat och sålde dem till turkiska slavhandlare och ryssar. På väg till lägret krävde en annan soldat att få henne, och då den förste sade att han skulle ge henne till sin kapten, sårade den andre henne genom att stöta värjan genom hennes ena bröst; hon svimmade och fördes till ett tält, där hon skrek på sin mor tills halsen svullnade upp, hon inte kunde tala och blev medvetslös.

### Första ägaren
Hon togs sedan till Moskva som slav till den ryske generalen furst Anikita Repnin. hon fördes till ett nunnekloster, där hon skulle omvändas till den ortodoxa tron, men hon förstod inte ryska och blev därför misshandlad som en hedning ovillig till omvändelse. Efter tre månader omhändertogs hon av furstens mor, som gjorde henne till en del av sitt hov och visade henne "all moderlig ömhet". Hon följde med till Ukraina vintern 1709 och sedan till Moskva för att bevista tsarens triumftåg och de svenska krigsfångarnas fångtåg. Lovisa blev ofta misshandlad av furstinnan Prascovia Narischkyn, som misstänkte henne för att vara makens spion; vid ett tillfälle blev hon till exempel hängd upp och ned i trädgården, och skulle ha dött om inte den gamla furstinnan ingripit.        
År 1710 giftes hon bort mot sin vilja med furstens svenske kammartjänare Johan, en 16-årig fänrikson fostrad i rysk religion; med honom fick hon en dotter som föddes efter sex dagars förlossning och blev sex veckor gammal. Hon blev änka då Johan 1713 dog i sårfeber efter att ha blivit skjuten i benet då han följde fursten i fält. Samma år gav furstinnan Prascovia Lovisa som present till furstinnan Cantemir, fru till fursten Dimitrie Cantemir, hospodar över Moldavien, som gengåva för en diamant, efter att denna lagt märke till henne.

### Andra ägaren
Furstinnan Cantemir dog samma år och Lovisa blev förgiftad av hovbagarens fru, som ville ersätta Lovisa med sin egen dotter i furstehovet; hon räddades av en skicklig läkare. Lovisa rymde nu från fursten sedan en armenisk kapten bett att få henne till fru, och sökte skydd hos en engelsk köpman i Tyska förstaden på rådet från en svensk kvinna vid hovet. Engelsmannen tyckte synd om henne och skickade henne till Archangelsk för att hon skulle undervisas i tyska och den evangeliska tron. Efter sju veckor angavs hon av en tysk skräddare och fördes av rysk polis tillbaka till fursten, som kedjade henne till händer och fötter och slog spikar genom hennes skor för att hindra henne att röra sig, vilket fick ben och fötter att svullna. Hon fick tvätta i ett stenkök som var så kallt att armarna täcktes av is, och hon skulle ha frusit ihjäl om inte furstedöttrarna Maria och Smaragda hade mutat vakten att vira in kedjorna i handdukar och tyst bära in henne i deras sovrum om nätterna.

### Tredje ägaren
År 1714 reste fursten till Sankt Petersburg och lämnade hushållet i händerna på kapten Iwanof, vars fru sålde både Lovisa och två andra kvinnor på slavmarknaden på torget; en finländska såldes till en armenier, en Narvabo till en rysk skrivare och Lovisa till en turk för ett stycke damast, en solfjäder och en mindre summa pengar. Lovisa stoppades ned bland mattor och andra handelsvaror i turkens släde, med hot om misshandel om hon talade eller skrek, och fördes mot turkens hemstad Tobolsk i Sibirien. Under resan fick en rysk skrivare se henne gråta på ett värdshus, frågade vad som hade hänt och fick veta hennes historia; han berättade det hela för vojvoden i Solikamsk, där vojvoden undersökte saken, men turken lyckades gömma Lovisa och sade att hon bara var en rysk gammal gumma och fick resa vidare. Solikamsk var samma stad där Lovisas föräldrar levde som krigsfångar. 
Hos turken i Tobolsk fick Lovisa arbeta hårt med att dra en handkvarn och passa upp på turken och misshandlades då hon begick misstag på grund av trötthet. Där tog hon också kontakt med en kvinna ur den stora svenska koloni av krigsfångar som levde i staden, och denna rådde henne att ta kontakt med löjtnant Magnus Vilhelm Sprengtporten, som också tillfångatagits vid Narva, flytt, åter tillfångatagits i Slaget vid Poltava och efter ett uppror i Kazan fängslats i 17 månader. Hon skulle säga att han "näst Gud var hennes räddare i nöden".

### Förrymd slav
På en överenskommen dag, då turken var bortrest, gick Lovisa ut och handlade silke; hennes vakt distraherades av en idrottslek, och hon blandade sig med mängden och mötte Sprengtporten, som förde henne till sin vän ryttmästare Mattias Johan Reutercrona, där hon gömdes i elva veckor. Turken utlovade en belöning på 100 dukater och polisen övervakade Reutercronas hus, men Sprengtporten fick ut henne därifrån genom att ge henne en hög kläder och säga att hon var hans piga på väg till skräddaren. Hon fördes till överauditören Christoffer Laudau, som genomsöktes av polisen efter ett tips från en dräng som ville ha belöningen, och hon satt då i tre dygn i vattnet under ett tvättkar i källaren. Hon gömdes sedan hos sin mors släkting, Henrik Johan von Drentelns änka, Lovisa Patkull i viceguvernörens hus utanför staden; vid ett tillfälle kom viceguvernören och hennes ägare på besök, och hon låg då till sängs som Patkulls "sjuka systerdotter". Reutercrona och Sprengtporten satt en tid arresterade misstänkta för medhjälp till hennes flykt, och hon placerades i löjtnant Christer Lejonstens hus, varifrån hon sedan fördes av en rysk bonde förklädd till pojke till Japantskin på vägen till föräldrarna i Solikamsk. Bondens son Stefan behölls som säkerhet. I en by planerade värdfolket att överfalla dem i sömnen, då de misstänkte att Lovisa var en förklädd aristokratson, men en piga varnade henne och Lovisa flydde ut till bonden, som gav hästen foder, och de reste direkt. Under natten rastade de vid sidan av vägen, och snart såg de byborna jaga förbi dem med blodhundar framför sig, men tack vare snöadet upptäcktes inte deras spår. I Japantskin blev hon omhändertagen av prästen Anders Bergner, och reste sedan med löjtnant Frans Julius von Bleekens änka Anna von Knorring, som skulle till sina döttrar i Klinov med pass som hennes systerdotter, till Solikamsk, där de visades till Lovisas föräldrar av fältpräst Christoffer von der Heide på juldagens morgon 1718.

### Senare liv
Lovisa var nu ensam med sina föräldrar efter att hennes fyra systrar alla var gifta med officerare. Föräldrarna såg till att hon undervisades i den lutherska tron av den svenska församlingens präst Lars Sandmark. År 1720 tvingade föräldrarna Lovisa att gifta sig med den trettio år äldre prästen, vilket hon gjorde "med barnslig lydnad". Hon åtföljde sin nye man till Sverige 1721 där han blev kyrkoherde i Njurunda i Medelpad. Samtida källor säger om henne att hon lyste upp prästhemmet med sin vänlighet. Hon blev änka 1729, och 1731 omgift med makens efterträdare Petrus Sundberg. Hon dog barnlös vid 36 års ålder, den 30 januari 1734 av den dåliga hälsa hon haft sedan sin tid som slav. 
Många svenskar, finländare och balter, särskilt kvinnor och barn, tillfångatogs av enskilda ryska soldater och såldes som slavar i Ryssland och Turkiet under det stora Nordiska kriget; särskilt många tillfångatogs under stormningen av Narva. Av dessa såldes många via slavhandeln på Svarta havet på slavmarknaden i Istanbul, där den svenske ambassadören friköpte ett stort antal, varav många var kvinnor. Från juni 1710 besökte den svenska ambassadören Thomas Funck slavmarknaden i Istanbul för att köpa svenska medborgare, och Sven Agrell noterade inköp av exempelvis en "snickardotter" från Narva för §82, en "kaptenshustru" för §240, Catharina Pereswetoff-Morath, 18 år gammal, för §275, och en hel familj, Anders Jonsson med hustru och barn; det fanns dock inte medel nog att köpa alla som salufördes.  
De som friköptes kom troligen hem till Sverige med kungens följe då han återvände från sitt läger i Moldavien.

Bland de ryska slavarna var man inte särskilt framgångsrik; i fredsslutet 1721 tillät tsaren alla svenskar att vända hem, utom de som hade övergått till den ortodoxa tron – och eftersom de flesta svenska slavar hade tvingats övergå till den ortodoxa tron av sina ägare, blev de kvarhållna.
 Det var visserligen förbjudet med tvångskonvertering, men i verkligheten kunde förekomsten av detta inte bevisas. En del av dessa ryska slavar frigavs, men kvarhölls som fria medborgare i Ryssland.

## Eftermäle
Lovisas berättelse skrevs ned av "en hederlig prästman" efter hennes diktamen och lästes upp vid hennes begravning. Burghausens egen berättelse finns i Biografica i Riksarkivet och är tryckt i Autografsällskapets Tidskrift band 2, 1889–1897, och skildrades av Louise Leijonhufvud i "Två kvinnoöden från karolinska tiden", Nordisk Tidskrift 1947. Denna utgör den faktiska stommen i romanen Sjvedotjka av Colibrine Sandström från 1999, som skildrar Burghausens liv.
Svenska Metalbandet Carolus släppte år 2021 EPn "To the Fallen Sons" med låten Lovisa tillägnad henne.